# تازی استونیایی
تازی استونیایی (به انگلیسی: Estonian Hound)، نام یکی از نژادهای سگ است که خاستگاه آن به استونی بازمی‌گردد.